# Mestosoma punae
Mestosoma punae är en mångfotingart som först beskrevs av Chamberlin 1955.  Mestosoma punae ingår i släktet Mestosoma och familjen orangeridubbelfotingar. Inga underarter finns listade i Catalogue of Life.